# Claus-Jürgen Duisberg
Claus-Jürgen Duisberg (* 29. September 1934 in Frankfurt am Main; † 20. Oktober 2023 in Bonn) war ein deutscher Diplomat. Von 1995 bis 1999 war er Botschafter der Bundesrepublik Deutschland in Brasilien und leitete als solcher die Botschaft Brasilia.

## Leben und Laufbahn
Duisberg wurde am 29. September 1934 in Frankfurt am Main geboren. Im Jahr 1955 erlangte er die allgemeine Hochschulreife in Wolfsburg. Er studierte Rechtswissenschaft in Bonn und Genf, legte beide juristische Staatsprüfungen ab und wurde 1962 an der Universität Bonn promoviert.
Im Jahr 1964 trat er als Teilnehmer des 19. Attaché-Lehrgangs des Auswärtigen Amts den Vorbereitungsdienst für den höheren auswärtigen Dienst an, in dessen Rahmen ihn das Auslandspraktikum an die Botschaft Moskau, damalige Sowjetunion, führte. Nach der Laufbahnprüfung war er zunächst im Ministerbüro eingesetzt.
Seine ersten Auslandsposten als Referent führten ihn an die Botschaft Washington, Vereinigte Staaten, (politische Abteilung, 1967–1972) und Neu Delhi, Indien, (Leiter der politischen Abteilung, 1972–1975).
Im Jahr 1975 wurde ihm in der Zentrale des Auswärtigen Amts in Bonn die stellvertretende Leitung des Referats für Allgemeines Völkerrecht übertragen.
Mit Versetzung in den Geschäftsbereich des Bundeskanzleramts im Jahr 1978 wurde er als Leiter des Referats für die Beziehungen der DDR zu dritten Staaten und internationalen Organisationen an die Ständige Vertretung der Bundesrepublik Deutschland in Ostberlin entsandt. Nach seiner Rückkehr in das Auswärtige Amt 1982 wurde ihm die Leitung des Arbeitsstabs Seerechtskonferenz sowie 1985 zusätzlich des Referats für Allgemeines Völkerrecht übertragen.
Im Jahr 1986 wurde Duisberg wiederum in das Bundeskanzleramt versetzt und leitete dort bis 1990 den Arbeitsstab Deutschlandpolitik.
Nach Rückkehr in das Auswärtige Amt wurde er Leiter der Verwaltungs- und Abwicklungsstelle für das ehemalige Ministerium für Auswärtige Angelegenheiten der DDR und leitete in dieser Funktion die Dienststelle Berlin des Auswärtigen Amts bis 1995. Von 1992 bis 1994 war er ferner Beauftragter für den deutsch-sowjetischen Aufenthalts- und Abzugsvertrag.
Von 1995 bis zu seinem Eintritt in den Ruhestand im Jahr 1999 leitete er als außerordentlicher und bevollmächtigter Botschafter die Botschaft Brasilia.
Duisberg war verheiratet und hatte vier Kinder.

## Veröffentlichungen
- Claus-Jürgen Duisberg: Das deutsche Jahr - Einblicke in die Wiedervereinigung 1989/1990. Saga Egmont, Kopenhagen 2020, ISBN 978-87-26-26482-1.
- Claus Jürgen Duisberg: Das Völkergewohnheitsrecht nach der Rechtsprechung der internationalen Gerichte. Dissertation. Bonn 1963.